# Hewlett Packard HP-85
Hewlett Packard HP-85 (HP-85) је професионални рачунар фирме Хјулит Пакард (Hewlett Packard) који је почео да се производи у САД током 1980. године.
Користио је 'Capricorn', посебни 8-битни микропроцесор фирме HP а RAM меморија рачунара је имала капацитет од 16 KB (14,5 KB слободно за корисника, прошириво до 32 KB).
Као оперативни систем коришћен је уграђени Бејсик. Опциони CP/M је био доступан са спољном дискетном јединицом или тврдим диском.

## Детаљни подаци
Детаљнији подаци о рачунару HP-85 су дати у табели испод.
|                       |                                                                                        |
| [ 1 ]                 |                                                                                        |
| Произвођач            | Хјулит Пакард                                                                          |
| Тип                   | професионални рачунар                                                                  |
| Меморија              | 16 (14,5 слободно за корисника, прошириво до 32 KB)                                    |
| Поријекло             | Сједињене Америчке Државе                                                              |
| Година                | 1980                                                                                   |
| Тастатура             | пуни помак тастера 93 тастера са нумеричком тастатуром и кориснички дефинисани тастери |
| Процесор              | , посебни 8-битни микропроцесор фирме HP                                               |
| Фреквенција процесора | 0,625                                                                                  |
| RAM                   | 16 (14,5 слободно за корисника, прошириво до 32 KB)                                    |
| ROM                   | 32 KB                                                                                  |
| Текст                 | 32 знакова x 16 линија                                                                 |
| Графика               | 256 x 192 тачака                                                                       |
| Боја                  | једна боја                                                                             |
| Звук                  | тонски генератор                                                                       |
| Димензије             | 11,8 x 8,4 x 2,8 / 4,7 фунти                                                           |
| Портови               |                                                                                        |
| Оперативни систем     | Уграђени Бејсик. Опциони CP/M са спољном дискетном јединицом или тврдим диском.        |